# Executive Order 12333

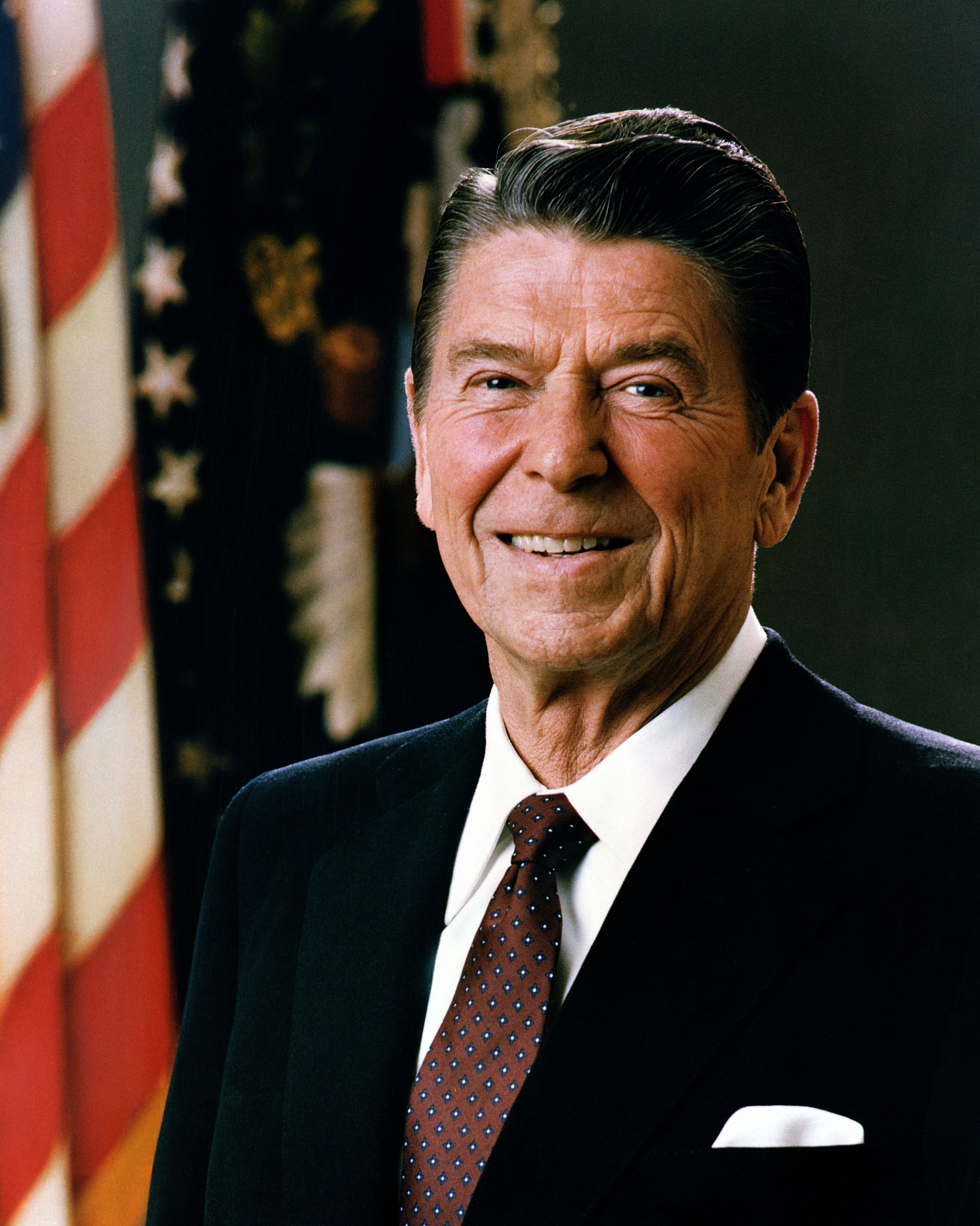
Portrait officiel de Ronald Reagan, 1981.

L'Executive Order 12333 est un ordre exécutif signé le 4 décembre 1981 par le président américain Ronald Reagan, sous le titre United States Intelligence Activities.

## Présentation
Cet ordre exécutif définit les objectifs, rôles et responsabilités de la Communauté du renseignement des États-Unis, des différentes instances (President's Intelligence Advisory Board, Conseil de sécurité nationale...) et de ses principales composantes (Central Intelligence Agency, Département d'État des États-Unis, Département du Trésor des États-Unis, Département de la Défense des États-Unis incluant la NSA ou encore le FBI).
Le 27 juillet 2004, il a été amendé par l'ordre exécutif Executive Order 13355 (en) signé par le président 
George W. Bush, qui visait à renforcer la gestion de la Communauté du renseignement des États-Unis.
Le 30 juillet 2008, George W. Bush l'a amendé par l'ordre exécutif Executive Order 13470 (en) afin de renforcer le rôle du Directeur du renseignement national,,